# 白烟山
白烟山（日语：／）或帕拉斯火山（俄語：Вулкан Палласа）是计吐夷岛的活火山，属萨哈林州北库里尔斯克区，海拔1,002米，最近一次喷发在1960年。俄语名以彼得·西蒙·帕拉斯命名。